# The Wretched
«The Wretched» es una canción de Nine Inch Nails, lanzada en su disco doble The Fragile.

## Canción
Es la pista n.º 4 del disco 1 (left) del doble The Fragile, y se encuentra unida a las canciones «The Frail» y «We're in This Together». Es una de las pistas más duras de los 2 discos, junto a «Somewhat Damaged», «Starfuckers, Inc.» y «Please». Es una canción que se encuentra presente ocasionalmente en los conciertos de Nine Inch Nails desde su debut en vivo, en la gira Fragility. Es comúnmente interpretada junto a «The Frail». Se caracteriza por el loop de la batería que se escucha junto al piano. Sus versos se construyen sobre una melodía de dark ambient y un coro de metal industrial. Una versión en vivo aparece en el CD/DVD en vivo And All That Could Have Been.